# Twiggy

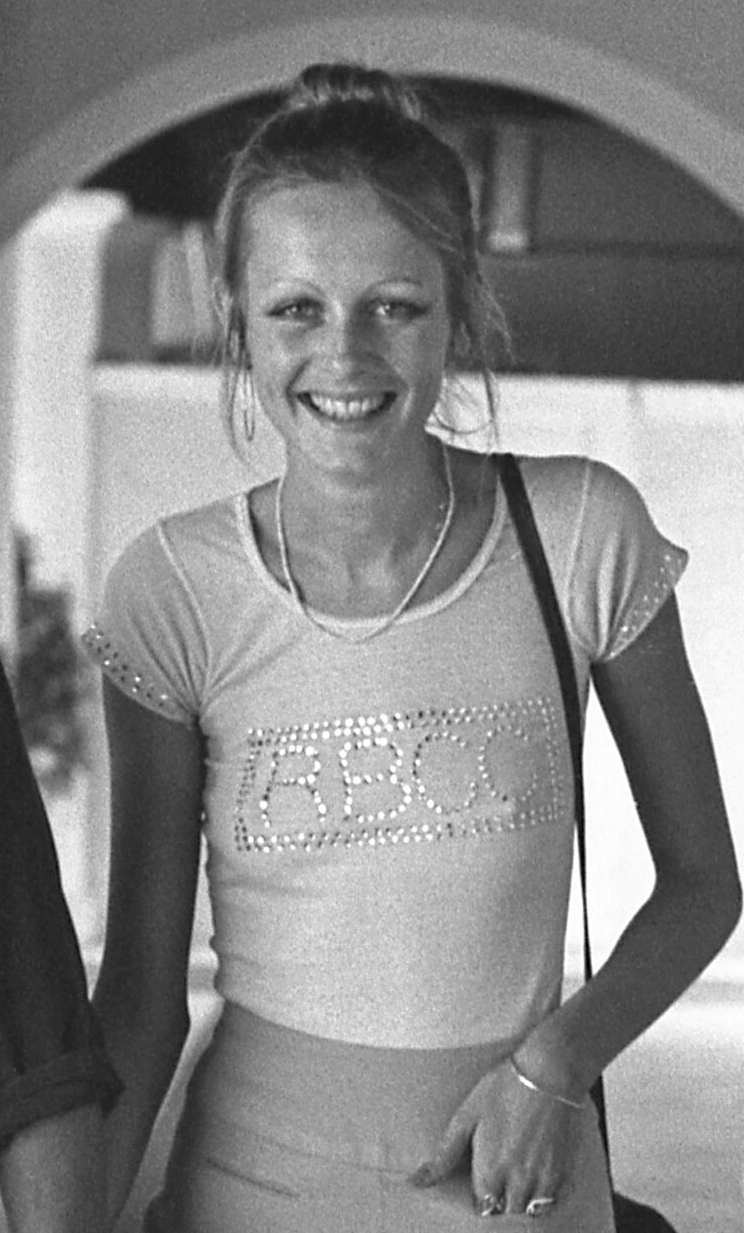

Twiggy (sinh ngày 19 tháng 9 năm 1949, tên thật Lesley Hornby, tên kết hôn là Twiggy Lawson) là một ca sĩ và diễn viên người Anh; một siêu mẫu của thập niên 1960 nổi bật với đôi mắt to tròn, hàng mi cong vuốt, thân hình mảnh mai. Twiggy được giới người mẫu rất xem trọng, ví bà như một huyền thoại sống mọi thời đại, người tạo nên những chuẩn mực trong thế giới người mẫu. Sau khi giã từ sự nghiệp người mẫu, Twiggy tiếp tục thăng hoa trên con đường nghệ thuật với các vở kịch nổi tiếng được diễn trên sàn Broadway, với các chương trình truyền hình như: America's Next Top Model, The Nanny (hợp tác ý tưởng với Fran Drescher)... Hiện tại, Twiggy đang làm người mẫu đại diện thương hiệu cho chuỗi cửa hàng bán lẻ Marks and Spencer, tham gia vào các chiến dịch quảng cáo trên TV cũng như các phương tiện thông tin đại chúng khác.

## Thuở nhỏ
Twiggy sinh ra và lớn lên ở vùng ngoại ô Neasden của Luân Đôn. Bà là con gái của Nellie Lydia "Helen" (tên sau kết hôn là Reeman) một nhân viên bán hàng làm việc cho tập đoàn Woolworths Group plc, đồng thời là phụ việc trong xưởng in; và thợ mộc William Norman Hornby. Bà đã từng học trường trung học cộng đồng Brondesbury and Kilburn.

## Sự nghiệp người mẫu
Năm 1966, Nigel Davies phát hiện ra tài năng của cô gái trẻ Lesley Hornby và ngay sau đó mời cô làm người mẫu. Lúc đó bà chỉ mới 16, cân nặng chỉ vỏn vẹn 41 kg (6½ stone, 90 lbs). Nigel Davies, sau này là bạn trai và người quản lý của bà, khuyên cô nên bỏ tên thật và lấy nghệ danh mới là Twiggy (tên thuở bé của bà). Rời Anh Quốc, tháng 3 1967, "Gương mặt '66" chuyển đến New York theo đà thăng tiến của mình. Nhiều tin đồn cho rằng khi đến đây cô sẽ dìm chết những đam mê cũng như dìm chết bản thân; không lâu sau đó, Twiggy đã đáp trả hàng loạt tin đồn với ngôi vị siêu mẫu, một hình tượng đầu tiên trên thế giới. Tiếp đến là chấn động thời trang toàn cầu với mẫu tóc ngắn ái nam con gái do Mary Quant thiết kế; thậm chí mốt tóc này vẫn thịnh hành 40 năm sau.
Là một trong những gương mặt hàng đầu thời trang London thập niên 60, sánh ngang hàng cùng Jean Shrimpton và Celia Hammond.
16 tháng 6 1967, Capitol Records tung ra thị trường đĩa đơn đầu tiên của siêu sao Twiggy mang tên "When I Think Of You".
Đầu năm 1968, Twiggy lưu diễn ở Nhật Bản, đóng quảng cáo xe hơi Toyota, bột ngũ cốc Choco Flakes. Năm 1969, tham gia quảng cáo Pepsi không đường.

## Cuộc sống sau này
Sau bốn năm trên sàn diễn, Twiggy tuyên bố giã từ sự nghiệp: "Bạn không thể là cái giá mắc áo suốt cuộc đời này!" ("You can't be a clothes hanger for your entire life!"), dấn thân vào ngành giải trí và được nhiều giải thưởng ấn tượng, như: hai giải Quả cầu vàng cho nhạc kịch "The boy friend" của Sandy Wilson, chuyển thể thành phim năm 1971. Rồi, bà cũng tham gia nhiều công tác khác trên màn ảnh và hậu đài, như My One and Only, đóng vai Eliza Doolittle trong kịch Pygmalion. 	
Năm 1976, Twiggy ký hợp đồng thu âm với Mercury records, tung ra album Twiggy và Please Get My Name Right. Album Twiggy có số lượng bản tiêu thụ khá lớn, đứng hạng 33 trong bảng xếp hạng Anh, mang về cho Twiggy một đĩa bạc về sức tiêu thụ. Bài "Here I Go Again" nằm trong top 20, và "Please Get My Name Right" xếp hạng 35 trong năm 1977. 	
Năm 1977, Twiggy kết hôn cùng diễn viên người Mỹ Michael Witney. 1978, họ sinh con đầu lòng, Carly. Đột nhiên chồng bà qua đời vì bệnh tim. Mười một năm sau (1988), bà tái hôn với Leigh Lawson, người đóng cùng trong phim Madame Sousatzka. Họ chuyển đến sống ở Luân Đôn.
2003, Twiggy ra mắt album mới, Midnight Blue (tạm dịch Đêm buồn), trước đó đã có một dự án âm nhạc lớn thu âm từ 1982–1990 nhưng lại không được phát hành; CD này rất được khán thính giả đón nhận, CD có cả các bản hát đôi cùng Leo Sayer và Carly Simon.
Bản thu âm tiếp theo năm 1985 không mang lại thành công vang dội, không trụ được trong bảng xếp hạng (trong đó có hai bài Feel Emotion, Diamond).
Năm 2005, Twiggy tham gia vào loạt chương trình truyền hình America's Next Top Model trong vai trò giám khảo chính. Và cũng trong năm này, bà quay lại với lĩnh vực tạo mẫu, quảng cáo. Năm 2006, tham gia Elevenses with Twiggy (tạm dịch: Ăn trưa cùng Twiggy) của đài BBC Radio 4.
Năm 2007, nhà sản xuất chương trình ANTM tuyên bố không có sự góp mặt của giám khảo Twiggy ở mùa thi 10 do lịch làm việc dày đặc và địa điểm chương trình thay đổi không tiện cho Twiggy, người thay thế sẽ là siêu mẫu người Séc Paulina Porizkova.
Cũng năm 2007, Sepia records tung ra thị trường album 1979 của bà, do Donna Summer và Jurgen Koppers sản xuất. "Heaven In My Eyes" [Thể loại: 'Disco'] gồm tám bản nhạc gốc, cộng thêm bốn bản phối lại. Album đang bán trên iTunes.
Hiện tại, Twiggy vẫn tham gia diễn thời trang. Bà vừa ký hợp đồng với công ty Models 1, London.
Năm 2008 chứng kiến sự có mặt của Twiggy trong chiến dịch quảng cáo Thời trang chống ung thư vú, cùng các nhân vật nổi tiếng khác: nghệ sĩ hài Alan Carr, ca sĩ Natalie Imbruglia, diễn viên Anna Friel, Hilary Duff và DJ-MC Edith Bowman.

## Tác động đến văn hoá đương đại
- Tên Twiggy được nhắc đến trong ca khúc của Spice Girls: "Lady is a Vamp" (album Spiceworld, 1997).
- Ban nhạc Nhật Bản, Pizzicato Five tung ra ca khúc mang tên "Twiggy Twiggy" (tựa khác: Twiggy vs James Bond) giữa thập niên 90 với các ca từ:

In a twiggy mini-skirt
In a twiggy-like pose
In a twiggy mini-skirt
Skinny like twiggy, that's me...

Tạm dịch: Váy mỏng mảnh twiggy
Dáng thanh mảnh twiggy
Váy mỏng mảnh twiggy
Gầy nhom như ma khô twiggy, là tui đó...
(Twiggy: Mỏng manh)

- Là nhân vật chính được đề cập trong suốt vở nhạc kịch thập kỉ 60 'A Slice of Saturday Night'. Mở đầu:

'I wish I had figure like Twiggy, so stick-like, so incredibly thin...'

Tạm dịch: Ước gì tôi được như Twiggy nhỉ, quá cây sậy, quá siêu mỏng
- Trong ca khúc của Namie Amuro, New Look, đĩa đơn 60s70s80s phát hành năm 2008.
- Ca khúc năm 1973 của David Bowie 'Drive In Saturday' viết về một cô gái e thẹn kiểu 'Twig the wonder kid'. Twiggy còn làm người mẫu bìa 'Pin Ups' của David.
- Jeordie White, thành viên nhóm rock-metal Marilyn Manson, lấy nghệ danh Twiggy Ramirez, theo nghệ danh một nhân vật nổi tiếng (Twiggy) và họ của tên sát thủ hàng loạt người Mỹ(Richard Ramirez). Ngay từ đầu cái tên Marilyn Manson đã được ghép từ tên của Marilyn Monroe và Charles Manson.
- Ban nhạc xứ Wales Manic Street Preachers tung ra ca khúc "4st 7lb" trong album The Holy Bible, 1994. Lấy ý tưởng từ hình tượng một cô gái mắc chứng biếng ăn:

Legs bend, stockinged I am Twiggy,
And I don't mind the horror that surrounds me

Tạm dịch: Khuỷu chân, băng bó Tôi là Twiggy
Không bận tâm mọi phiền muộn đang vây quanh

- Tờ Our Dumb Century viết bài báo châm biếm Twigyy tựa đề "Twiggy Popularizing Eating Disorders" (Tạm dịch: Thói quen ăn uống bừa bãi của Twiggy). Tuy nhiên chả có chuyện thật nào cả.

## Hình mẫu
- 1966, Mattel ra mắt búp bê 'Twiggy'. Vẻ ngoài giống búp bê Barbie, những ngực và hông nhỏ hơn.
- 1971, tham gia phim bom tấn The Devils của Ken Russell.
- 1971, nhận vai chính đầu tiên trong nhạc kịch The Boy Friend.
- 1974, tạo tiếng vang với vở Cinderella trên sân khấu West End.
- 1974, nhận vai chính thứ hai trong phim kinh dị W; đóng cặp với người chồng sau này, Michael Whitney.
- 1974, dẫn chương trình Twiggs (sau đổi thành Twiggy).
- 1977, góp mặt trong The Muppet Show.
- 1980, vai phụ trong The Blues Brothers.
- 1981, đóng cùng Eliza Doolittle vai đối đầu với Robert Powell trong Pygmalion của Yorkshire TV.
- 1983, làm chấn động sàn Broadway; diễn cặp với Tommy Tune vở My One and Only; nhận đề cử Tony.
- 1987, tham gia The Little Match Girl, chương trình tạp kĩ đặc biệt trên British TV.
- 1988, nhận vai Madame Sousatzka, làm quen người chồng thứ hai, Leigh Lawson.
- 1989, nhận vai Hannah Chaplin, mẹ của Charles, trong phim truyền hình Young Charlie Chaplin, British TV; chiếu tại Mỹ trên kênh PBS' Wonderworks.
- 1991, đóng phim sitcom Princesses.
- 1997, tái xuất sân khấu với vở Blithe Spirit của Noel Coward.
- 1998, nhận vai trong trường ca Noel and Gertie, sân khấu the Bay Street Theater, Sag Harbor, đảo Long.
- 1999, đến New York, nhận vai Lawrence trong If Love Were All của Off-Broadway, bản làm mới của Noel and Gertie, Lawson đạo diễn.
- 2001, dẫn chương trình This Morning.
- 2005, trở thành giám khảo chính của America's Next Top Model (từ mùa thi 5-9).
- 2006, Twiggy làm người đại diện trên tạp chí SWINDLE.

## Đóng phim và Diễn kịch
| - Nhạc kịch The Boy Friend (1971) - Phim W (1974) - There Goes The Bride (1979) - Phim The Blues Brothers (1980) - Kịch Pygmalion (1981) - The Doctor And The Devils (1985) - Club Paradise (1986) - The Little Match Girl (1986) - Madame Sousatzka (1988) | - The Diamond Trap (1988) - Sun Child (1988) - Young Charlie Chaplin (1989) - Istanbul (Keep Your Eyes Open) (1990) - Body Bags (1993) - Something Borrowed, Something Blue (1997) - Edge of Seventeen (1998) - Brand New World (dựa theo vở kịch Woundings của Jeff Noon) (1998) - Shakespeare-Retold: The Taming of the Shrew (2005) |

## Truyền hình
| - Twiggs (1974) - Twiggy (1975) - The Muppet Show (1976) (1 tập) - Victorian Scandals (1976) - The Donna Summer Special (1980) - A Gift of Music (1981) - Princesses (1991) (2 tập) | - Tales from the Crypt (1992) (1 tập) - The Nanny (1994) (1 tập) - Heartbeat (1994) (1 tập) - Absolutely Fabulous (2000–2001) - This Morning (người dẫn của năm 2001) - America's Next Top Model, ANTM (Giám khảo, mùa thi 5-9) (2005–2007) - Friday Night With Jonathan Ross (Khách mời) (2008) |

## Thu âm
| - The Boy Friend (1971) - Twiggy And The Girlfriends (1972) - Cole Porter In Paris (1973) - Twiggy (1976) - Please Get My Name Right (1977) - Captain Beaky And His Band (1977) - Pieces Of April (1978) - My One And Only (1983) - The Doctor And The Devils (1985) - The Boy Friend & Highlights From Goodbye, Mr. Chips (1990) - Twiggy And The Silver Screen Syncopaters (1995) | - London Pride - các ca khúc ở sàn diễn London (1996) - Beautiful Dreams (1997) - Dead Man On Campus (1998) - The Best Of Twiggy (1998) - If Love Were All (1999) - Peter Pan (2000) - Midnight Blue (2003) - Twiggy (2004) - Twiggy & Linda Thorson - A Snapshot Of Swinging London (2005) |